# Vivariul din Bacău
Vivariul din Bacău este un muzeu județean din Bacău, amplasat în Str. Popa Șapcă nr. 3. Vivariul a fost înființat în 1976, într-un sediu în prezent demolat. Din 1981 a fost transferat într-o clădire monument istoric, ce avusese ca destinație inițială școală. Muzeul prezintă următoarea colecție de animale vii: păsări exotice cântătoare și de ornament, pești exotici și indigeni, reptile autohtone, porumbei de rasă, animale arboricole.
Clădirea muzeului este declarată monument istoric, având codul BC-II-m-B-00779. Sediul fostei Școli generale nr. 2, monument istoric.